# Серапіон (Полховський)
Серапіон (в миру Гонорат Полховський гербу Юноша) (пом. лютий 1704, Печерськ) — архімандрит Слуцький, єпископ Мстиславський, Могильовський і Оршанський.

## Біографія

### Молодість і рання діяльність
Походив зі шляхетського роду Полховських гербу Юноша з Пінського повіту. Ймовірно, його світське ім’я було Гонорат. Служив у коронному війську виявивши відвагу. Вперше згаданий як духовний діяч в якості ігумена, настоятеля Свято-Троїцького Маркового монастиря під Вітебськом. Надалі був настоятелем монастиря св. Миколая в Грозові, а в 1678 р. отримав привілей короля Яна III Собеського, який дозволив йому зайняти посаду настоятеля монастиря Преображення Господнього в Дятловичах.

### Настоятель Слуцького Свято-Троїцького монастиря
У 1687 році став архімандритом і настоятелем Слуцького Свято-Троїцького монастиря. Це була надзвичайно вагома посада, і отримати її стало можливим завдяки рекомендації економів княгині Людвіки Кароліни Радзивілл, покровительки монастиря. Вони визнали Ігумена Серапіона людиною вірною православ'ю, а водночас скромною і миролюбивою. Перед отриманням сану архімандрита, Серапіон зобов’язався перед княгинею Радзивілл, що не віддасть в заставу монастирське майно, поверне незаконно відібрану власність монастиря, і що не буде поєднувати посаду архімандрита Слуцького з будь-яким іншим церковним саном як це робили його попередники. Архімандритський сан ігумену Серапіону надав митрополит Київський Гедеон, який при цьому обмежив свої повноваження наглядом за ченцями, а не над білим духовенством, як було за попередніх очільників монастиря.
Позиція Серапіона (Полховського) як архімандрита Слуцького була слабшою, ніж у його попередників. Залежний від Радзивіллів, покровителів монастиря, під їх тиском у 1690 р. відмовився від спадщини княгині Марії Радзивілл, заповіданої підконтрольним йому монастирям, за що отримав лише 500 злотих компенсації. Завдяки дружній позиції Радзивілли погодилися, що архімандрит Серапіон також має стати слуцьким протопопом, головою всього білого духовенства на теренах Слуцька. Священнослужитель також отримав від Людвіки Кароліни Радзивілл привілеї, які підтверджували свободу віросповідання для православних мешканців належних їй маєтків та упорядкував права власності монастирських маєтностей в Слуцьку, поблизу Старчиць та в Грозові.
12 січня 1690 року з'їздом православного духовенства і шляхетства з чотирьох кандидатів архімандрит Серапіон був обраний єпископом Мстиславським, Могилівським і Оршанським. Однак король Ян III Собеський не надав йому привілею бути єпископом. Незважаючи на тиск з боку Росії (через положення Гжимултовського миру, які водночас не були ратифіковані вальним сеймом), правитель не змінив свого рішення. У 1691 р. новий київський митрополит Варлаам (Ясинський) поставив архімандрита Серапіона своїм намісником у всьому Великому князівстві Литовському і підтвердив його статус єпископа-номінанта мстиславського.

### Білоруський єпископ
Серапіон (Полховський) отримав королівський привілей на білоруський собор лише в 1697 р. від Августа II Саксонського під явним тиском російської дипломатії; коронна влада хотіла ліквідувати Мстиславську єпархію або передати її уніатському єпископу. Самі жителі Могильова звернулися до російського посланника у Варшаві Олексія Нікітіна з проханням втрутитися у цю справу. Як ієрархія уніатської церкви, так і сенат негативно сприйняли номінацію на православного єпископа. Однак король заявив, що не порушить умов миру з Москвою і не віддасть уніатам останню православну єпархію в Речі Посполитій. 21 жовтня 1697 року, ще до того, як привілей отримав печатку великого канцлера литовського, до Слуцька урочисто в’їхав єпископ Серапіон. 
Його архієрейський чин відбувся в Києво-Печерській лаврі 14 вересня 1698 року за участю священнослужителів: митрополита київського Варлаама та архієпископа ростовського Димитрія. Перебування ієрарха в Києві тривало недовго; лише через місяць він повернувся до Слуцька. Його захоплення собору знову зустріло протести з боку католицького єпископату, особливо папського нунція Джованні Давія та уніатського полоцького архієпископа Маркіяна (Білозора). Папа Інокентій XII коротко вимагав скасування наданого єпископу Серапіону привілею. Папське втручання призвело до того, що 9 серпня 1699 р. Август II оголосив про скасування привілею, стверджуючи, що він був вимушений, а законним адміністратором білоруської єпархії є полоцький уніатський архієпископ.
Королівський рескрипт не мав практичного впливу; деякі автори вважають цей документ підробкою. Того ж року під тиском Росії Август II знову змінив своє рішення щодо Білоруської єпархії. У грудні 1699 року єпископ Серапіон з тріумфом увійшов до Могильова, захоплено зустрінутий місцевим православним населенням. Незважаючи на фінансові труднощі єпархії, викликані, між іншим, воєнними руйнуваннями (перший етап Північної війни), єпископ Серапіон сприяв розширенню та відновленню багатьох храмів і монастирів єпархії. До 1700 року єпископ Серапіон також був архімандритом Слуцьким, але у згаданому році, через велику кількість обов’язків, передав цей сан Йоасафу (Лапіцькому). Діяльність ієрарха сприяла стабілізації релігійного життя в білоруській єпархії. Він також не змирився з підпорядкуванням Київської митрополії Московському патріархату, і виступав за збереження юрисдикції Константинопольського патріархату.
У 1704 році Серапіон помер у своїй резиденції в Печерську. Його тіло урочистою процесією доставили до Могильова. Поховання відбулося лише через шість тижнів після смерті, оскільки духовенство та віруючі сподівалися, що його очолить наступник покійного. Однак привілей новому білоруському єпископу король не видав. Похований ієрарх у Спасо-Преображенському монастирі в Могильові.